# Історія Єгипту за часів британців
Історія Єгипту за часів британців починається з 1882 року, коли він був захоплений англійськими військами під час Англо-єгипетської війни, і до 1956 року, коли останні британські війська були виведені відповідно до Англо-єгипетського договору 1954 року після Суецької кризи. Перший період британського правління (1882—1914) часто називають "прихованим протекторатом ". У цей час Єгипетський хедіват залишався автономною провінцією Османської імперії, а британська окупація не мала юридичної основи, а фактично становила протекторат над країною. Таким чином, Єгипет не входив до Британської імперії. Так тривало до 1914 року, коли Османська імперія приєдналася до Першої світової війни на боці Центральних держав і Велика Британія оголосила протекторат над Єгиптом. Правлячий хедив був скинутий, а його наступник Хусейн Камель змушений був оголосити себе султаном Єгипту, незалежним від османів, у грудні 1914 р.
Офіційний протекторат над Єгиптом недовго пережив війну. Він завершився, коли британський уряд видав Односторонню декларацію незалежності Єгипту 28 лютого 1922 р. незабаром після цього султан Фуад I оголосив себе королем Єгипту, але британська окупація продовжувалась відповідно до кількох положень у декларації  про незалежність. Ситуація нормалізувалася після Англо-єгипетського договору 1936 року, який надав Великій Британії право розміщувати війська в Єгипті для оборони Суецького каналу, його зв'язок з Індійською імперією. Велика Британіяя також продовжувала контролювати підготовку єгипетської армії. Під час Другої світової війни (1939–45), Єгипет зазнав нападу з боку італійської Лівії через присутність там британських військ, хоча сам Єгипет залишався нейтральним до кінця війни. Після воєнних дій Єгипет намагався змінити договір, але він був повністю скасований антибританським урядом у жовтні 1951 р. після державного перевороту 1952 р. британці погодились вивести свої війська, і до червня 1956 р. здійснили це. Британія розпочала війну проти Єгипту через Суецький канал наприкінці 1956 р., але при недостатній міжнародній підтримці була змушена відступити.

## Прихований протекторат (1882—1913)
Протягом XIX століття правляча династія Єгипту витрачала величезні кошти на інфраструктурний розвиток Єгипту. Відповідно до  військового та іноземного джерела надходження коштів, економічний розвиток  був майже повністю орієнтований на військові цілі подвійного призначення. Отже, незважаючи на величезні суми європейського та іншого іноземного капіталу, фактичне економічне виробництво та отримані доходи були недостатніми для погашення позик. Тому країна знаходилась на межі економічного розпаду та імплозії. У свою чергу, європейські та зовнішні фінанси взяли під контроль казну Єгипту, пробачили борг в обмін на те, щоб взяти під контроль Суецький канал, і переорієнтували економічний розвиток на приріст капіталу.
Однак до 1882 р. протидія ісламських та арабських націоналістів європейському впливу та їх поселення на Близькому Сході призвели до зростання напруженості серед корінних жителів, особливо в Єгипті, який тоді, як і зараз, був наймогутнішим, густонаселеним та впливовим серед  арабських країн. Найнебезпечніша опозиція в цей період була з боку єгипетської армії, яка бачила переорієнтацію економічного розвитку далеку від свого контролю як загрозу своїм привілеям.
Велика військова демонстрація в вересні 1881 р. змусила Хедив Тауфіка звільнити свого прем'єр-міністра та правити указами. Багато європейців відступили до спеціально спроектованих кварталів, придатних для оборони, або до міст з великим європейським поселенням, таких як Олександрія.
Тому у квітні 1882 р. Франція та Велика Британія відправили військові кораблі до Олександрії, щоб зміцнити Хедив серед неспокійної атмосфери й захистити європейців  та їх майно. У свою чергу, єгипетські націоналісти поширювали страх перед вторгненням по всій країні, щоб підсилити ісламські та арабські революційні дії. Тауфік переїхав до Олександрії, побоюючись за власну безпеку, оскільки офіцери армії на чолі з Ахмедом Урабі почали брати під контроль уряд. До червня Єгипет опинився в руках націоналістів на противагу європейському пануванню в країні, і новий революційний уряд розпочав націоналізацію всіх сил Єгипту. В Олександрії спалахнула антиєвропейська розправа, що спричинило бомбардування міста британськими морськими силами. Побоюючись втручання сторонніх держав або захоплення каналу єгиптянами, у поєднанні з ісламською революцією в Індійській імперії, британці очолили англо-індійські експедиційні сили на обох кінцях Суецького каналу в серпні 1882 р. Одночасно з ними французькі війська висадились в Олександрії та  на північному кінці каналу. Обидва об'єдналися та маневрували назустріч єгипетській армії. Об'єднана англо-французько-індійська армія легко перемогла єгипетську армію в Тель-Ель-Кебір у вересні і взяла під контроль країну, повернувши Тауфіку владу.
Метою вторгнення було відновлення політичної стабільності в Єгипті за уряду Хедиву та міжнародного контролю, що існував для впорядкування єгипетського фінансування з 1876 року. Навряд чи британці з самого початку очікували довготривалої окупації; однак, лорд Кромер, головний представник Великої Британії в Єгипті на той час, розглядав фінансові реформи Єгипту як частину довгострокового плану. Кромер вважав, що політичній стабільності потрібна фінансова стабільність, і розпочав програму довгострокових інвестицій у джерела сільськогосподарських доходів Єгипту, найбільшим з яких була бавовняна продукція. Для цього Кромер працював над удосконаленням зрошувальної системи Нілу за допомогою численних  проектів, таких як будівництво Асуанської дамби та збільшення каналів, доступних для сільськогосподарських земель.
У 1906 р. Деншавайська справа спровокувала сумніви щодо британського панування в Єгипті. Цим скористалася Німецька імперія, яка розпочала реорганізацію, фінансування та розширення антибританських революційних націоналістичних рухів. Протягом першої чверті XX століття основною метою Британії в Єгипті було проникнення в націоналістичні групи, нейтралізація їх та спроба створити більше проанглійських націоналістичних груп, які можна було б контролювати. Однак після закінчення Першої світової війни, британські колоніальна влада намагалася легітимізувати своїх менш радикальних противників вступом до Ліги Націй, включаючи Версальський мирний договір. Таким чином, запросили партію Вафд  і пообіцяли повну незалежність на майбутнє. Британська окупація номінально закінчилася проголошенням незалежності Єгипту в 1922 р., але британське військове панування над Єгиптом тривало до 1936 р.
Під час британської окупації та контролю Єгипет перетворився на регіональний, комерційний та торговий пункт призначення. Іммігранти з менш стабільних районів регіону, включаючи греків, євреїв та вірмен, почали прибувати до Єгипту. Кількість іноземців у країні зросла з 10 000 у 1840-х рр. до приблизно 90 000 у 1880-х рр. і більше 1,5 млн до 1930-х рр.

## Офіційний протекторат (1914–22)
У 1914 р. в результаті оголошення війни з Османською імперією, частиною якої був Єгипет, Британія оголосила протекторат над Єгиптом і скинула Хедив, замінивши його членом сім'ї, який був проголошений єгипетським султаном. Партія, відома як  Вафд, взяла участь у Паризькій мирній конференції 1919 року, вимагаючи незалежності Єгипту. До групи увійшов політичний лідер Саад Заглул, який згодом став прем'єр-міністром. Коли делегацію заарештували та депортували на острів Мальта, в Єгипті сталося величезне повстання.
Після Першої світової війни велика британська імператорська армія в Єгипті, яка була центром операцій проти Османської імперії, швидко скоротилася внаслідок демобілізації та перебудови гарнізонів. Позбавившись британської військової дислокації, починаючі німецькі революційні рухи змогли ефективніше проводити свої операції.
Тому з березня по квітень 1919 р. відбувалися масові демонстрації, які переросли в повстання. В Єгипті це отримало назву Революція 1919 року. До кінця весни в Єгипті тривали майже щоденні демонстрації та заворушення. На подив британської влади, єгипетські жінки також протестували на чолі з Худою Шараві (1879—1947), яка стане головою феміністів в Єгипті в першій половині XX століття. Перша демонстрація жінок відбулась в неділю, 16 березня 1919 р., а за нею у четвер, 20 березня 1919 р. Єгипетські жінки продовжували відігравати важливу публічну націоналістичну роль протягом усієї весни, літа 1919 р. та пізніше.  Антиколоніальні заворушення і придушення їх  британцями  призвело до загибелі близько 800 людей.
У листопаді 1919 р. британці направили до Єгипту комісію Мілнера для спроби врегулювати ситуацію. У 1920 році лорд Мілнер подав свою доповідь лорду Керзону, міністру закордонних справ Великої Британії, рекомендуючи замінити протекторат договором про союз. В результаті Керзон погодився прийняти єгипетську делегацію на чолі з Заглулом та Адлі-пашею для обговорення пропозицій. Місія прибула до Лондона в червні 1920 р., а угода була укладена в серпні 1920 р. У лютому 1921 р. британський парламент схвалив угоду, і Єгипту було запропоновано надіслати ще одну делегацію до Лондона з повними повноваженнями для укладення остаточного договору. Адлі-паша керував цією делегацією, яка прибула в червні 1921 року. Однак делегати Домініону на Імператорській конференції 1921 року наголошували на важливості збереження контролю над зоною Суецького каналу, і Керзон не зміг переконати своїх колег погодитися на будь-які умови, які Адлі-паша був готовий прийняти. Делегація повернулася до Єгипту роздратованою.

## Продовження окупації (1922–56)
У грудні 1921 року британська влада в Каїрі запровадила воєнний стан і знову депортувала Заглуля. Демонстрації знову призвели до насильства. На знак поваги до націоналізму та за пропозицією Верховного комісара, лорда Алленбі, Велика Британія в односторонньому порядку проголосила незалежність Єгипту 28 лютого 1922 року, скасувавши протекторат та створивши незалежне Королівство Єгипет. Сарват-паша став прем'єр-міністром. Британський вплив продовжував домінувати в політичному житті Єгипту та сприяв фіскальним, адміністративним та державним реформам. Велика Британія зберегла контроль над зоною каналу, зовнішнім захистом Судану та Єгипту; захист іноземців та окремі суди для них; поліцейські сили, армію, залізниці та комунікації. Британські війська дислокувалися в містах та селищах.
Король Фуад помер у 1936 році, а Фарук успадкував престол у віці шістнадцяти років. Стривожений недавнім вторгненням Італії в Ефіопію, він підписав англо-єгипетський договір, вимагаючи від Великої Британії вивести всі війська з Єгипту, крім Суецького каналу (було домовлено про евакуацію до 1949 року).
Під час Другої світової війни британські війська використовували Єгипет як базу для операцій союзників у регіоні.
Британські війська були виведені з району Суецького каналу в 1947 році, але націоналістичні, антибританські настрої продовжували зростати після війни. Переворот 1952  спричини падіння  єгипетської монархії і створення сучасної Республіки Єгипет. Останні британські війська залишили Єгипет у червні 1956 року згідно з англо-єгипетською угодою 1954 року, повернувшись ненадовго під час Суецької кризи.

## Мови
У період британської колонізації французька мова фактично була допоміжною мовою, яка використовувалась як серед іноземців, так і між іноземцями та єгиптянами;  змішані французько-єгипетські цивільні суди використовували також французьку мову, урядові повідомлення від королівської родини, інформацію про станції таксі, розклад руху поїздів та інші юридичні документи видавалися французькою мовою.  Це було частково тому, що багато заможних єгиптян здобували освіту французькою мовою, а також завдяки визначному статусу французької мови на міжнародному рівні.  Незважаючи на зусилля британського юридичного персоналу, англійська мова ніколи не була прийнята як мова єгипетських цивільних судів під час британського впливу.

## Іноземна спільнота
Іноземці, яких судили за цивільні правопорушення, притягувались до змішаних єгипетсько-іноземних судів; ці суди використовували французьку мову як засіб розгляду справ. Суди, якими керували посольства та консульства, судили своїх громадян щодо кримінальних справ.